# 日産・IMk
IMk（アイエムケイ ）は、日産自動車が製作した小型EVコンセプトカーである。車名は「
Intelligent Mobility k-car」の略。

## 概要
リーフで培ったEV技術ならびにe-POWERで培った電動技術を結集させ、日産・インテリジェントモビリティの未来を体現した軽自動車クラスのシティコミューターとして、2019年の東京モーターショーにてワールドプレミア。
エクステリアデザインは「水引」をヒントに、のちのアリアやE13型ノートにも通ずる緻密でダイナミックなデザインとした。サイズは全長3434×全幅1512×全高1644mmとなる。
尚、このデザインコンセプトは2022年登場の軽EV・サクラに色濃く反映されることとなった。